# Равда-Наджар, Анисса
Анисса Равда-Наджар (араб. أنيسة روضة نجار‎, англ. Anissa Rawda Najjar, 26 июня 1913 — 14 января 2016) — ливанская феминистка и активистка борьбы за права женщин.
Наджар была соучредителем и руководителем Общества благосостояния деревни (англ. Village Welfare Society, جمعية انعاش القرية‎).

## Ранний период жизни
Анисса Равда родилась в Бейруте, дочери землевладельца и фармацевта Салима Аниса Равды (Salim Anis Rawda) и Зальфы Амин Наджар (Zalfa Amine Najjar). Её младшая сестра Салуа Равда Шукаир стала известным художником и скульптором.
Анисса получила образование в Бейрутском женском колледже и в Американском университете Бейрута. В 1936 году завершила высшее образование в области социологии и образования.

## Карьера
Деятельность Наджар была сосредоточена на развитии сельских районов и жизни женщин Ливана. Она работала над созданием школ и клиник, доступных для сельских семей. В 1953 году вместе с Эвелин Бустрос она основала «Общество благосостояния деревни», чтобы повысить грамотность и расширить экономические возможности сельских женщин в Ливане. Она создала сертификат «Rural Brevet» как стимул для женщин посещать практические семинары общества по грамотности, уходу за детьми, питанию, гигиене и сельскому хозяйству. Вскоре программа расширилась и включила в себя литературу, политику, музыку и религию.
Она работала секретарем Ливанского совета женщин и генеральным секретарем Друзского приюта с 1948 года; она также помогла основать Ливанскую лигу за хорошее ведение домашнего хозяйства (англ. Lebanon's League for Good Housekeeping).
В течение пяти лет во время Второй мировой войны, Наджар была директором двух школ для девочек в Ираке. Она была частым делегатом международных конференций по проблемам женщин, в том числе мероприятий ЮНЕСКО, представляя ливанских женщин — на Третьей Всемирной конференции по положению женщин в 1985 году в Найроби и на Четвёртой Всемирной конференции по положению женщин в 1995 году в Пекине. Она помогла основать ливанское отделение Международного женского союза за мир и свободу в 1961 году и была избрана вице-президентом международной организации в 1977 и 1983 годах.
В 2014 году, вскоре после 100-летия Наджар была выпущена почтовая марка Ливана с изображением Наджар. Она также была дважды награждена Орденом заслуг и Щитом ливанской армии.

## Личная жизнь
В 1944 году Анисса Равда вышла замуж за агронома Фуада Амина Наджара, который в 1959 году стал министром сельского хозяйства Ливана. У них было трое детей, все из которых в зрелом возрасте стали инженерами-агрономами. Наджар овдовела в 1992 году, когда Фуад погиб в автокатастрофе. Она умерла в 2016 году в возрасте 102 лет.